# Jean Daetwyler
Jean (Hans August) Daetwyler (Bazel, 24 januari 1907 – Sierre, 4 juni 1994) was een Zwitsers componist en dirigent.

## Levensloop
Daetwyler is een zoon van August Daetwyler en Elisa Frieda Vohrer. Tot zijn 7e levensjaar blijven zij in Bazel wonen. In 1913 kreeg zijn vader, een confiseur van beroep, een nieuwe baan in Bulle in de Chocolade-fabriek Broc en de familie vertrekt naar het kanton Wallis. Deze tweetalige grensregio tussen francofoon en Duitstalig Zwitserland is voor de toekomst van Jean in Sierre heel belangrijk. Op achtjarige leeftijd begint hij met het vioolspel. Na het einde van de Eerste Wereldoorlog zette hij zijn studies voort bij Raphaël Radraux, een in de oorlog verminkte Fransman. Bij hem kreeg hij ook tromboneles. 
Zijn eerste kleine compositie schreef Daetwyler in november 1919, een solo voor viool met de titel Souvenirs des montagnes de la Gruyère. Jean wil muziek studeren, maar dat stuit op tegenstand van zijn vader. Op gezag van vader volgde hij daarom eerst een opleiding in een handelskantoor. Aansluitend werd hij militair op de Rekrutenschule. Daar werd zijn muzikaal talent spoedig ontdekt en hij werd trompettist in de kazerne van Colombier. 
Nadat hij de Rekrutenschule afgesloten had wilde hij de muziek in. In Parijs studeerde hij eerst aan het Conservatoire national supérieur de musique en aansluitend aan de Schola Cantorum de Paris, waar hij vanaf 1927 leerling was van Vincent d'Indy, Charles Koechlin, Guy de Lioncourt, Albert Bertelin, Amédée Gastoué, Jean de Valois en Paul Le Flem, zonder financiële steun van zijn familie. Om zijn studie te financieren speelde hij in de bioscoop als begeleiding van stomme films en speelde als violist en als trombonist in het Casino-orkest in het bekende Folies-Bergères en in het theater Mogador. Daarnaast werkte hij als Parijse correspondent van het dagblad La Liberté in Fribourg. 
Tijdens deze jaren maakte hij kennis met Augusta Celina Folly, genoemd Duta. Zijn tweede compositie voor solo viool Sérénade pour Duta werd aan deze dame opgedragen. In 1933 tijdens een reis naar Zwitserland huwde hij Duta. Samen kregen ze drie kinderen, Chantal (1933), Monette (1938) en Roland (1943).
In 1935 stapte Daetwyler over naar de École César-Franck in Parijs, die was opgericht na een scheuring bij de Schola Cantorum. Hij deed er in juni 1937 examen voor orkestdirectie, contrapunt en fuga en Gregoriaanse zang en werd er docent.
In 1938 ging hij naar Zwitserland terug en werd dirigent en artistiek directeur van de «La Gérondine», Harmonie municipale de Sierre, een functie die hij 40 jaren zou vervullen. In 1939 kreeg hij van de Zentral Walliser Musikverband de opdracht een mars als "Intocht- en Ontvangst-mars" te componeren. Daaruit kwam de Marignan mars, die in het trio het "Walliserlied" integreerde. Dit betekende zijn doorbraak als componist, omdat deze mars bij vele militaire parades ook buiten Wallis gespeeld werd. Zijn werken werden meer en zij choqueerden en provoceerden met haar koenheid. Maar Daetwyler haalde zijn inspiratie meestal uit de folklore van Wallis. 
Tijdens de Tweede Wereldoorlog werd hij opgeroepen voor militaire dienst, waarbij hij meerdere maanden in Zinal, in het Val d'Anniviërs werd ingezet. Dit landschap inspireerde hem tot zijn Symphonie alpestre. In 1942 werd hij ook dirigent van het gemengde koor Sainte Cécile in Sierre. Van dit koor bleef hij 39 jaren koorleider. Tijdens de oorlogsjaren is Radio Lausanne op zoek naar muziek van eigen boden. Zo ontwikkelde zich een vruchtbare samenwerking tussen omroep en Jean Daetwyler. 
In 1947 werd hem de Prix Rhodanien, een prijs voor buitengewoon muzikaal werk in het Zwitserse Rhônedal, toegekend. Deze prijs werd hem door  generaal Henry Guisan van het Zwitserse leger in Sierre persoonlijk overhandigd. Daetwyler was ook oprichter van de gemengd koor «La Chanson du Rhône». Met dit koor gaf hij meer dan 1000 concerten in heel Europa. Het bijzondere aan dit koor was, dat zij uitsluitend werk van Daetwyler uitvoerden. Dit koor dirigeerde hij tot 1991. 
Daetwyler werkte samen met de tekstdichter Aloys Theytaz. Verder werkte hij met de filmproducent Roland Müller. Voor meerdere films van Müller schreef Daetwyler de filmmuziek. 
Voor de Olympische Winterspelen 1948 in St. Moritz schreef hij de Ski-Symphonie, die door het Internationaal Olympisch Comité met een gouden medaille bekroond werd. Ook voor de Wereldkampioenschap Skiën in Crans-Montana schreef hij zijn Cantate pour les Championnats du monde de ski. 
Van 1947 tot 1972 was hij professor voor harmonie en contrapunt aan het Conservatoire cantonal de Sion in Sion, dat hij samen met Georges Haenni oprichtte. 
Vanaf herfst 1951 werd hij ook dirigent van de Orchestre d'harmonie «L'Avenir» in Chamoson. 
Als componist schreef hij 673 werken. Hij is vooral bekend als componist voor koor, orkest, harmonie- en fanfareorkest en filmmuziek. Hij was actief in het Schweizerischer Blasmusikverband (SBV) en in het Schweizer Blasmusikdirigentverband. Ook was hij een veelgevraagd  jurylid bij concoursen.

## Composities (Selectie)

### Werken voor orkest
- 1948 Ski-symphonie
- 1963 Danses barbares
- 1970 Concerto, voor alphoorn en orkest
  1. Betruf: Largo - Moderato - Largo
  2. Hirtentanz: Scherzo
  3. Pastorale: Misterioso - Lento
  4. Totentanz: Barbaro - Furioso - Barbaro
- 1974 Sinfonietta alpestre
- 1979 Suite anniviarde
- 1979 Concerto, voor altviool en orkest
- 1979 Concerto, voor trombone en orkest
- 1981 Concertino, voor gitaar en strijkorkest  (opgedragen aan: Dieter Kreidler)
- 1983 Deuxieme concerto, voor alphoorn, dwarsfluit, strijkers en slagwerk
  1. - Nature in its mystery and complexity
  2. - Lamento
  3. - Village dance
- 1989 Trois danses, voor strijkers en slagwerk
- Capriccio, andante et humoresque, voor piccolo, alphoorn en strijkers
- Concerto, voor dwarsfluit, harp en strijkorkest
- Concerto, voor strijkers en slagwerk
- Concerto, voor trompet, strijkorkest en slagwerk
- Dance Masks - Death Dance, voor orkest
- Deuxieme concerto, voor tenortrombone en orkest
- Dialogue avec le nature, voor alphoorn, piccolo en orkest
  1. Dialog
  2. Rondo
- Fresque Helvetique, voor orkest
- Lever du soleil, voor alphoorn en orkest
- Pan et Nymphes, voor viool en kamerorkest
- Premier concerto, voor alphoorn, dwarsfluit, strijkers en slagwerk
- Rêverie du soir („Abendstimmung“), voor trombone, harp en strijkers
- Symphonie des Alpes
- Suite Montagnarde, voor alphoorn en orkest
- Troisième concerto, voor alphoorn, dwarsfluit en orkest

### Werken voor harmonie- en fanfareorkest en brassband
- 1939 Marignan mars
- 1948 Sky Symphony (ter gelegenheid van de Olympische Winterspelen 1948 in St. Moritz)
- 1965 Capriccio Barbaro
- 1966 Poème et Fuge
- 1966 St. Jakob an der Birs, ouverture
- 1968 Concerto, voor brassband en slagwerk
- 1971 Concerto, voor saxofoonkwartet, slagwerk en harmonieorkest
- 1971 Morgarten 1315, ouvertüre  (verplicht werk voor de Höchstklasse op het Eidgenössische Musikfest in 1971 van de SBV)
- 1971 Ballet sans Ballerine - Tanz ohne Tänzerin
- 1975 Suworow, ouverture, opus 193
- 1976 Karl der Kühne, symfonisch gedicht
- 1981 Major Davel, symfonisch gedicht
- Barrage, selectie uit de filmmuziek
- Bubenberg Marsch
- Concertino, voor trombone en brassband
- Concerto pour harmonie
- Diane valaisanne, voor harmonieorkest
- Danse du Loetschental
- Konzert Rhapsodie
- Libertas
- Marche des Alpes
- Marche rustique
- Noël gothique, voor harmonieorkest
- Walliser Melodien

### Missen, cantates en gewijde muziek
- 1963 Cantate pour le centenaire de la Croix-Rouge
- 1963 Messe valaisanne met zangsolisten, fluiten en tambouren, gemengd koor, kinderrkoor, orgel, blazerskwintet, trombones en trompetten - tekst:  l'Abbe François Varone
- 1972 Requiem pour les tems atomiques
- 1986 Cantate pour les Championnats du monde de ski
- Ave Maria, voor sopraan en orgel
- Gloria, voor solisten, gemengd koor en orkest
- Missa de Feria, voor gemengd koor
- Petite cantate rhodannienne

### Werken voor koren
- 1960 Symphonie dialoguée, voor gemengd koor en orkest
- 1971 Le Chant de l’Europe, voor gemengd koor - tekst: Maurice Zermatten
- 1992 Noel valaison, voor gemengd koor
- Aï-na-na; danse des bergers anniviards, voor gemengd koor - tekst: Aloys Theytaz
- L’Alouette, voor gemengd koor - tekst: Aloys Theytaz
- C’est en forgeant…, voor mannenkoor - tekst: Maurice Budry
- Chant lunaire, voor mannenkoor - tekst: E.Bosson
- La chanson du chalet, voor gemengd koor
- Les Rogations, voor gemengd koor
- Pays où le Rhône a son cours, voor gemengd koor - tekst: Aloys Theytaz
- Pays, où le rônasson court…, voor gemengd koor - tekst: Aloys Theytaz
- Pays, terre ardente, voor gemengd koor - tekst: Aloys Theytaz
- Prière à Notre-Dame, voor gemengd koor - tekst: van de componist

### Vocale muziek
- 1958 Symphonie de la liberté, voor sopraan en orkest
- Chants pour rêver, voor sopraan en piano
- Drei Rilke-Lieder, voor sopraan en strijkkwartet
- Erotikon, voor vrouwenstem, blazerskwintet, trompet, trombone, harp en slagwerk - tekst: Aristophanes
- Le livre pour toi seul, voor alt en piano - tekst: Marguerite Burnat-Provins (1872-1952)
- L'odeur de la nuit, voor sopraan en piano
- Ma pansée s'envolve vers toi, voor sopraan en piano
- Parle-moi, voor sopraan en piano
- Tu m'as demandé, voor sopraan en piano

### Kamermuziek
- 1919 Souvenirs des montagnes, voor viool
- 1929 Sérénade à Duta, voor viool
- 1982 Concertino, voor viool, cello en piano
- 1984 Strijkkwartet
- 4+1 Suite voor alphoorn en koperkwartet
- Chanson de Troubadour, voor trombone en harp
- Concerto, voor trompet en orgel
- Concerto No. 2, voor trompet en orgel
- Concerto phrygien, voor dwarsfluit in C en altfluit in G en slagwerk
- Dialogue, voor trompet en orgel
- Dialogue concertant, voor trombone en harp
- Divertimento, voor dwarsfluit, viool en cello
- Orpheus et Eurydice, voor trombone en harp
- Piccolo divertimento, voor viool, altviool en cello
- Sonate Gaélique, voor dwarsfluit en harp
- Trio, voor alphoorn, dwarsfluit en harp
- Variations sur une chanson medievale "Le Noel des Bergers", voor trompet en orgel

### Werken voor orgel
- Concerto, voor trompet en orgel
- Concerto No. 2, voor trompet en orgel
- Poème et fugue
- Supplique à Notre-Dame
- Variations sur une chanson medievale "Le Noel des Bergers", voor trompet en orgel

### Werken voor piano
- Chants de l'Aurore
- Chants lunaires

### Filmmuziek
- le Coup de Rèze
- l'Auberge de la Grappe
- la Veillée au Village
- le Pardon
- Zu Fuss, zu Pferd, im Auto

## Publicaties
- Jean Daetwyler: Croches et anicroches en Pays valaisan, Edition Monographic, Sierre, 1984, 239 p.
- Ernst Schöpf: Souvenirs d'un Gèrondin, Sierre, 2003
- Matthias Leuthold: Jean Daetwyler und die Blasmusik, 1994, 99 p.